# Monts Kinoumbou (Kimbonga)
Die Monts Kinoumbou sind ein Höhenzug der Republik Kongo. Sie erreichen eine Höhe von 784 m.

## Geographie
Der Höhenzug liegt zentral im kongolesischen Departement Bouenza, südlich des Flusses Komono beim Ort Kimbonga (Aubeville). Von dort erreicht man über den Pass Col de Mboma das Tal des Mpouma im Norden. Die P11 führt bis in die Flussebene nach Madingou. Im Osten schließen sich die Monts Mboma (657 m) an.
Ein weiterer gleichnamiger Höhenzug (Monts Kinoumbou (Moudzanga), ⊙) liegt etwa 50 km weiter nordöstlich bei Moudzanga. Er erreicht allerdings nur eine Höhe von ca. 430 m.